# سيغفريد بريتزكه

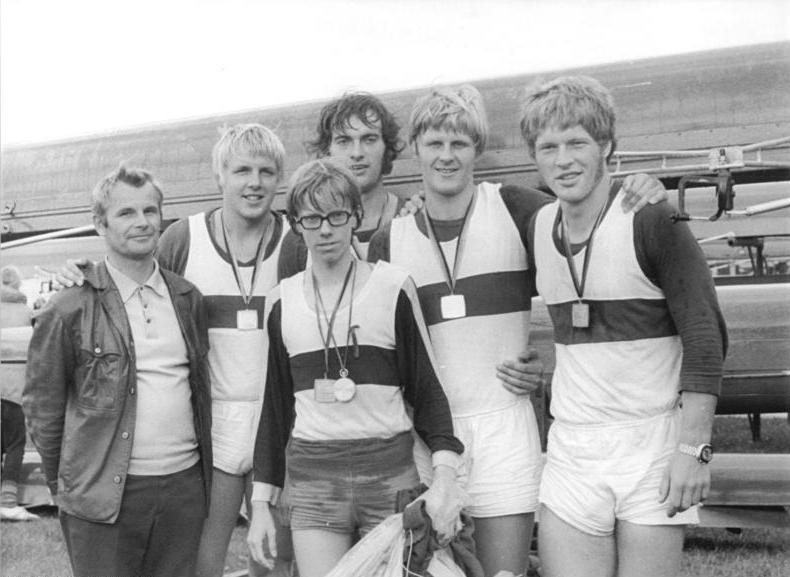
سيغفريد بريتزكه (الثاني من اليسار).

سيغفريد بريتزكه (Siegfried Brietzke) هو لاعب أولمبي لرياضة تجديف من ألمانيا الشرقية. شارك في الأولمبياد الصيفي في 1972–1980، وفاز بما مجموعه 3 ميداليات.

## الميداليات
| ذهب | فضة | برونز | المجموع |
| 3   | 0   | 0     | 3       |

## روابط خارجية
- سيغفريد بريتزكه على موقع الاتحاد الدولي للتجديف (الإنجليزية)
- سيغفريد بريتزكه على موقع اللجنة الأولمبية الدولية (الإنجليزية)
- سيغفريد بريتزكه على موقع أوليمبيديا (الإنجليزية)